# Sandro Nicola D'Alessandro
Sandro Nicola D'Alessandro (Benevento, 14 febbraio 1956) è un politico e medico italiano.

## Biografia
Figlio di Giuseppe D'Alessandro, già sindaco di Benevento, ha esercitato la professione di medico ed è stato iscritto al Movimento Sociale Italiano, partito con il quale è stato eletto consigliere della Provincia di Benevento nel 1986 e al comune di Benevento nel 1993. Passato ad Alleanza Nazionale, dal dicembre 1996 all'aprile 2001 è stato assessore nella giunta del sindaco Pasquale Viespoli.. 
Alle elezioni comunali del 2001 si è candidato sindaco di Benevento alla guida della coalizione di centro-destra, risultando eletto al secondo turno con il 50,40% dei voti contro lo sfidante del centro-sinistra Pasquale Grimaldi.
Si è occupato della nuova pavimentazione e pedonalizzazione di Corso Garibaldi , in pieno centro storico, divenuta zona di passeggio e shopping.
Ricandidato per un secondo mandato alla tornata del 2006, viene sconfitto al primo turno dal candidato Fausto Pepe.